# 長尾旱獺
長尾旱獺（Marmota caudata）是一種旱獺。牠們分佈在阿富汗、阿美尼亞、阿塞拜疆、中國、印度、哈薩克斯坦、巴基斯坦、塔吉克斯坦及烏茲別克斯坦。牠們棲息在溫帶的草原。牠們的存活受到失去棲息地的威脅。